# Famille Barbiers
Pour les articles homonymes, voir Barbiers.

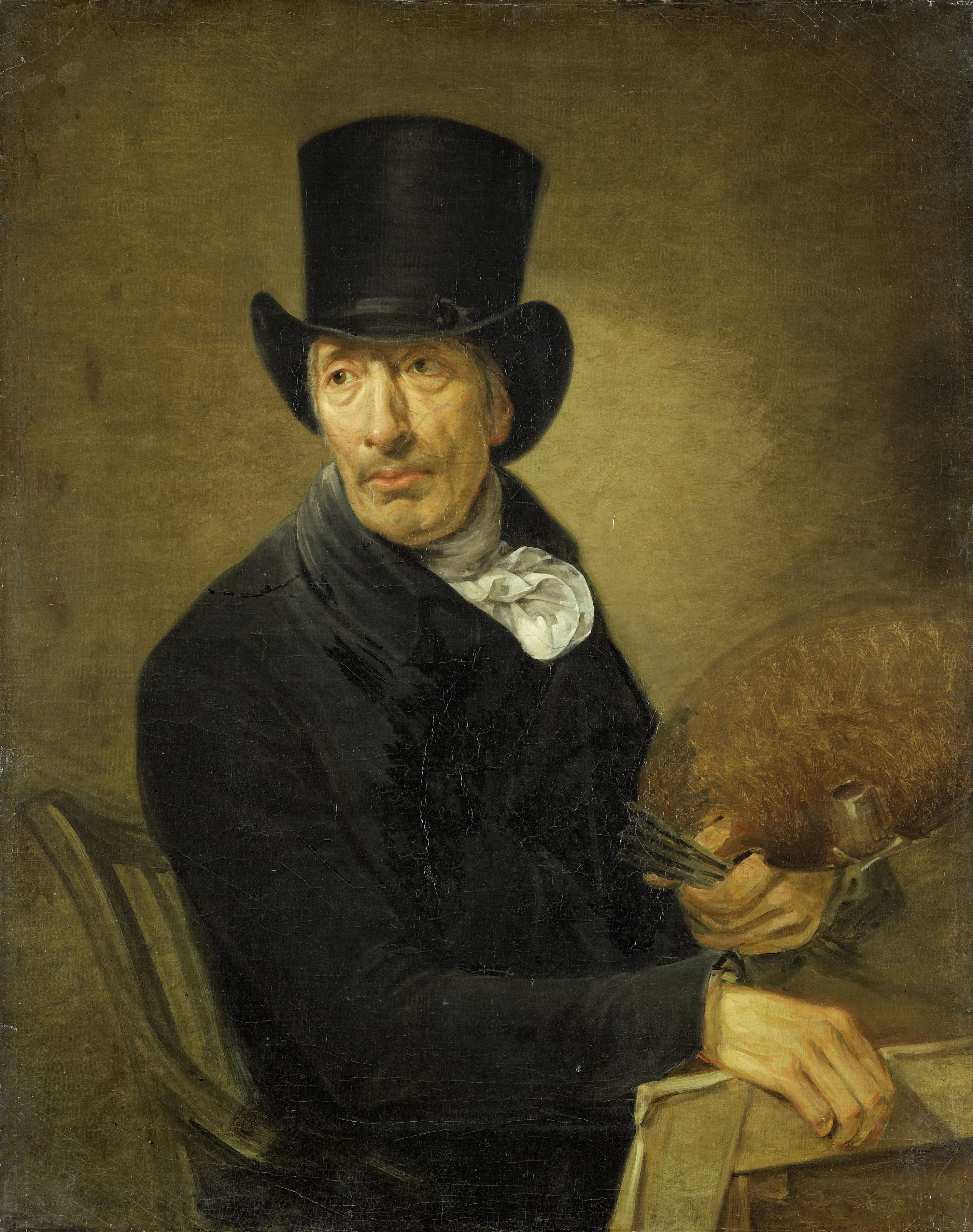
Portrait de, par Jean Augustin Daiwaille (vers 1820).

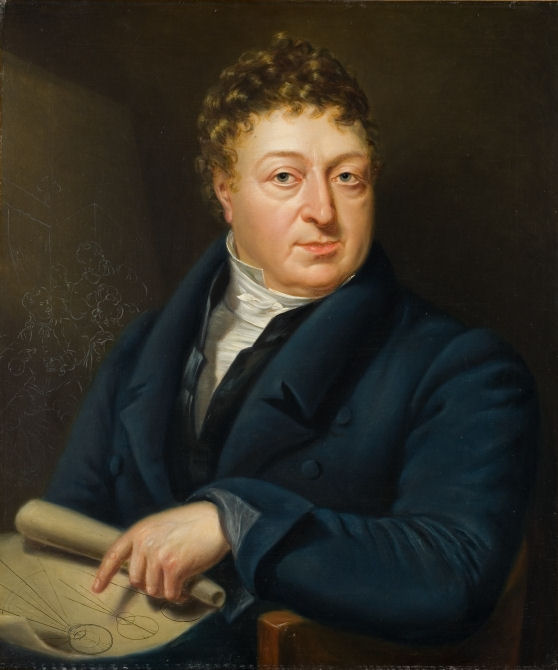
Autoportrait de (1826).

La famille Barbiers est une famille d'artistes néerlandais d'origine flamande. Les cinq générations connues de cette famille commencent avec le peintre Antoon Barbiers (Roulers, 1676 - Amsterdam, 1729).

## Histoire
Anthonij « Antoon » Barbiers (1676-1729) est né à Roulers, en Flandre. Après un voyage d'étude en Italie, il s'installe en 1711 à Amsterdam comme peintre. Son père Pierre ou Petrus Barbier est également mentionné plus tard à Amsterdam. Plusieurs descendants ont pris le pinceau et surtout Pieter Barbiers (1749-1842) s'est fait un nom en tant que peintre (de papier peint). D'autres descendants ont joué un rôle dans le monde du théâtre.

## Descendance
- Antoon Barbiers (1676-1729), peintre
  - Pieter Barbiers I (nl) (1717-1780), peintre
    - Joannes Pieters Barbiers (1741-), a aidé son père à créer des scènes
    - Bartholomeus Barbiers (1773-)
      - Petrus Joannes Barbiers (1806-), musicien, acteur
        - Anna Suzanna Barbiers (1842-1908), danseuse, actrice ; mariée à Frederik Christiaan (Frits sr.) Fuchs (1845-1910), souffleur
        - Johanna Catharina Peternella Barbiers (1848-1927), danseuse, actrice ; mariée à Wilhelmus Hermanus Lus (1834-1882), acteur
          - Mathilde Gerardina Barbiers ou Tilly Lus (1888-1971), actrice de théâtre

  - Bartholomeus Barbiers I (nl) (1743-1808), peintre
    - Pieter Barbiers III (nl) (1771-1837), peintre ; marié à Maria Geertruida Snabilie (nl) (1776-1838), peintre
      - Pieter Barbiers IV (nl) (1798-1848), peintre ; marié à Amelia Wilhelmina Maria Agnes Meijerink
      - Maria Geertruida Barbiers (nl) (1801-1849), peintre ; mariée à Pieter de Goeje (nl) (1789-1859), peintre

  - Pieter Barbiers II (nl) (1749-1842), peintre
    - Bartholomeus Barbiers II (nl) (1783-1816), peintre
    - Joannes Baptista Barbiers (1787-), assistant de peintre
      - Pieter P. Barbiers (1818-), acteur

    - Johannes Franciscus Barbiers (nl) (1806-1848), peintre

## Pour approfondir